# Ducati Sogno
La Ducati Sogno ("ensueño" en idioma italiano) es una cámara fotográfica de 35 mm fabricada por Ducati en los años 1950 en su factoría de Milán.  La Sogno ha sido llamada "la Leica en miniatura" refiriéndose a su tamaño y calidad de terminación, siendo considerablemente más pequeña que una Leica III.
La Sogno es inusual debido a que sus controles, incluyendo el obturador, se manejan con la mano izquierda.